# Irreantum

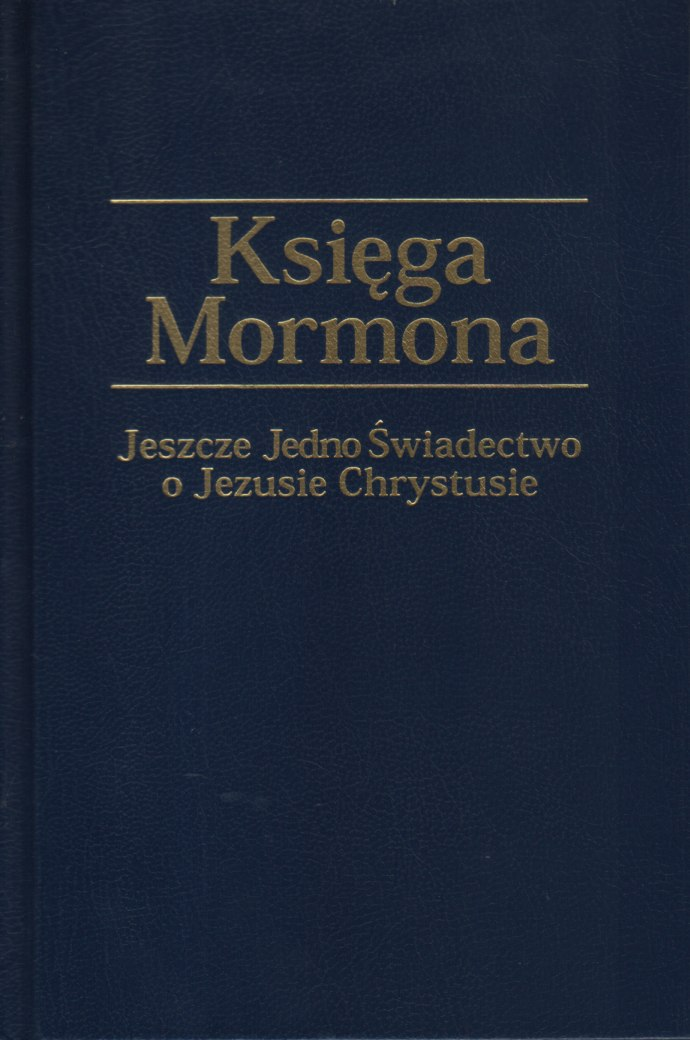
Księga Mormona, jedno z mormońskich pism świętych i jednocześnie źródło wzmianki o Irreantum

Irreantum (deseret 𐐆𐐡𐐀𐐈𐐤𐐓𐐊𐐣) – w wierzeniach ruchu świętych w dniach ostatnich (mormonów) słowo mające oznaczać wiele wód. Pojawia się w 1. Księdze Nefiego, pod koniec opisu ośmioletniej wędrówki Lehiego oraz jego rodziny przez pustkowie. Jest obiektem spekulacji mormońskich teologów, którzy wzmiankę o nim umieszczają na tak zwanych mniejszych płytach Nefiego. Przewija się też w publikacjach krytycznych wobec tej tradycji religijnej, również w związku ze swą nazwą. Przez apologetów mormonizmu utożsamiany między innymi z Zatoką Omańską bądź Zatoką Perską.

## Wymowa słowa
Wymowa nazwy tego miejsca wzbudzała pewne zainteresowanie mormońskich badaczy, szczególnie historyków skupiających się na dziejach świętych w dniach ostatnich. Została ona zresztą uwzględniona w przewodniku po wymowie, dołączanym do każdego egzemplarza anglojęzycznej wersji Księgi Mormona od 1981. Źródła wskazują niemniej na znaczną różnicę między wymową preferowaną i powszechną współcześnie, a tą z wczesnego okresu kolonizacji terytorium Utah, jeżeli chodzi o wiele nazw i imion z Księgi Mormona. Nie ma takiej różnicy wszelako w przypadku Irreantum. Pierwotna wymowa, zwłaszcza ta stosowana przez Josepha Smitha, ma pewne znaczenie w badaniach nazw własnych występujących w Księdze Mormona, choć, na gruncie mormońskiej teologii, nie jest w nich czynnikiem decydującym. Do ustalenia wymowy używanej przez Smitha wykorzystuje się między innymi wydanie Księgi Mormona w alfabecie deseret z 1869. Alfabet deseret jest systemem pisma stworzonym w latach 1847–1854 w Utah, na zlecenie najwyższych przywódców kościelnych, w tym Brighama Younga.
Istnieją zapiski ludzi posługujących w procesie nazywanym przez świętych w dniach ostatnich tłumaczeniem Księgi Mormona, które rzucają światło na to, jak Smith pierwotnie radził sobie z nieznanymi słowami. Hugh Nibley, powołując się na relacje skrybów Smitha, stwierdził, że nigdy nie wymawiał on takich słów, zawsze poprzestając na ich przeliterowaniu. Ściśle na gruncie mormońskiej teologii nie próbuje się dociekać pierwotnej wymowy tegoż słowa, podobnie jak nie prowadzi się takowych rozważań wobec słów i nazw nefickich.
Również na gruncie mormońskiej teologii zauważa się inherentną problematyczność wymowy nazw i imion przynależnych do tej mormońskiej świętej księgi. Ma to wynikać z tego, że żadne z nich nie zostało przekazane Josephowi Smithowi ustnie. Jedynym wyjątkiem jest tu prawdopodobnie imię Moroniego. Miał się on bowiem w końcu przedstawić Smithowi w wizji z 1823. Z doktrynalnego punktu widzenia sposób, w jaki bohaterowie Księgi Mormona wypowiadali te słowa, pozostał nieznany pierwszemu mormońskiemu przywódcy.

## Pisownia słowa
W trakcie procesu określanego przez świętych w dniach ostatnich jako tłumaczenie Księgi Mormona Oliver Cowdery, jeden ze skrybów posługujących Josephowi Smithowi, zapisał to słowo w obecnie znanej formie. Chwilę później poprawił je, dodając kolejne a. Prawdopodobnie myślał, że opuścił tę literę słuchając dyktującego Smitha. Ostatecznie jednak uświadomił sobie brak błędu i powrócił do pierwotnej pisowni, wciąż w obrębie oryginalnego manuskryptu. Zapis „Irreantum” wspierany jest również przez inne nazwy czy imiona występujące w tekście, chociażby Teankum. Manuskrypt oddany drukarzowi, a co za tym idzie i pierwsze wydanie tego świętego mormońskiego tekstu z 1830, używały takiej właśnie pisowni. Pojawia się ona również we wszystkich późniejszych wydaniach.

## Umiejscowienie w tekście Księgi Mormona
W ściśle teologicznym sensie wzmiankowane jest w partii materiału określanej mianem mniejszych płyt Nefiego. Na kartach oficjalnych edycji Księgi Mormona, w tym tej obowiązującej od 1981, pojawia się wprost wyłącznie w piątym wersecie siedemnastego rozdziału 1. Księgi Nefiego. Współcześnie używany system podziału na rozdziały i wersy sięga 1879. W jej pierwszym wydaniu bowiem, opublikowanym w 1830, wzmianka o Irreantum była częścią drugiego rozdziału tej samej księgi. Ocenia się, że mówiący bezpośrednio o Irreantum fragment został spisany 10 czerwca 1829.

## Rola w tekście Księgi Mormona
Pojawia się w tym świętym piśmie mormonizmu pod koniec opisu trwającej osiem lat wędrówki Lehiego, jego rodziny i towarzyszy przez pustkowie. Wiadomo o nim poza tym niewiele. Joseph Smith, nawiązując do Irreantum, wspominał o wielkim Oceanie Południowym, co było podnoszone przez znacznie późniejszą mormońską apologetykę.

## W mormońskiej teologii oraz w badaniach nad Księgą Mormona
Istnienie Irreantum nie znalazło potwierdzenia w źródłach zewnętrznych. Proponowano wszelako rozmaite miejsca, które miałyby mu odpowiadać w kontekście geografii Bliskiego Wschodu. Przyznawano przy tym dosyć otwarcie, że wysiłki te nie mogą przynieść rozstrzygającego rezultatu, z racji na całkowity brak wzmianek w niezależnym materiale źródłowym.
Próby jego umiejscowienia w konkretnym kontekście geograficznym mają bardzo długą historię. Sięgają bowiem pierwszych systematycznych opracowań encyklopedycznych powiązanych z tą częścią mormońskiego kanonu. Obejmują także spekulacje czynione przez członków dwóch głównych denominacji mormońskich. Starszy George Reynolds w swym opublikowanym w 1891 A Dictionary of the Book of Mormon, Comprising Its Biographical, Geographical and Other Proper Names wspominał o obszarze na wschodnim wybrzeżu Półwyspu Arabskiego, konkretniej zaś o Zatoce Omańskiej bądź o Zatoce Perskiej. Zgodził się z tą konkluzją także Alvin Knisley ze Zreorganizowanego Kościoła Jezusa Chrystusa Świętych w Dniach Ostatnich w swoim Dictionary of the Book of Mormon z 1909. Ograniczył się przy tym tylko do ogólnej konkluzji na temat wschodniego wybrzeża Półwyspu Arabskiego. Jeden ze współczesnych komentarzy mówi tutaj z kolei o obszarze na północnym zachodzie Oceanu Indyjskiego.
Językoznawcy związani z Kościołem Jezusa Chrystusa Świętych w Dniach Ostatnich rozważali obszernie etymologię nazwy tego obszaru. Wskazywali ogólnie na jego semickie bądź egipskie pochodzenie, dodając, że może wywodzić się z jakiegoś języka południowosemickiego. Nie wykluczali wszakże różnorodnych możliwości, zasadniczo z powodów teologicznych.
Jest przy tym Irreantum terminem na gruncie badań nad Księgą Mormona terminem dość szczególnym. Spośród 188 nazw własnych zidentyfikowanych w tekście mormońskiej świętej księgi bowiem jedynie sześć (poza Irreantum także między innymi deseret i rameumptom) otrzymało tłumaczenie już w samej jej treści. Spekulowano, że musiało być albo nowym nefickim słowem, które wciąż było stosunkowo nieznane odbiorcom spisywanego na mniejszych płytach tekstu, albo stanowiło pożyczkę językową. Zastanawiano się też, na którym etapie procesu redakcyjnego owe tłumaczenie mogło trafić do samego zapisu. Skłaniano się ku przypuszczeniom, jakoby nastąpiło to podczas powstania jego wersji angielskiej. Tym samym przypisywano mu natchnione pochodzenie, zakładając na gruncie już samej teologii, że to Bóg przekazał je Josephowi Smithowi.

## W krytyce Księgi Mormona
Wyśmiewane przez krytyków mormonizmu jako jedno ze słów zmyślonych przez Smitha. Wykorzystanie tego obszaru, czy też jego nazwy w krytyce Księgi Mormona nie jest zresztą zjawiskiem nowym. Już Walter Franklin Prince w opublikowanym na łamach „American Journal of Psychology” artykule Psychological Tests for the Authorship of the Book of Mormon (1917) umieszczał ją w analizie czynników środowiskowych, które jego zdaniem wpłynęły na stworzenie mormońskiej świętej księgi. Wskazywał tu zwłaszcza na wpływy masonerii oraz politycznej aktywności antymasońskiej, aspektów jednocześnie obecnych w środowisku Josepha Smitha w czasie, w którym ten tekst był opracowywany i przygotowywany do druku.

## W mormońskiej kulturze
Niezależnie od spekulacji etymologicznych i teologicznych znalazło miejsce w mormońskiej kulturze. Swą nazwę zawdzięcza mu pismo literackie wydawane przez Association for Mormon Letters, wychodzące początkowo od marca 1999, później zaś ponownie od 2018.